# Association nationale pour le droit de vote des femmes (Norvège)
La Landskvinnestemmerettsforeningen ou LKSF (littéralement Association nationale pour le droit de vote des femmes) était une association féministe norvégienne qui militait pour le droit de vote des femmes, active entre 1898 et 1913.

## Histoire

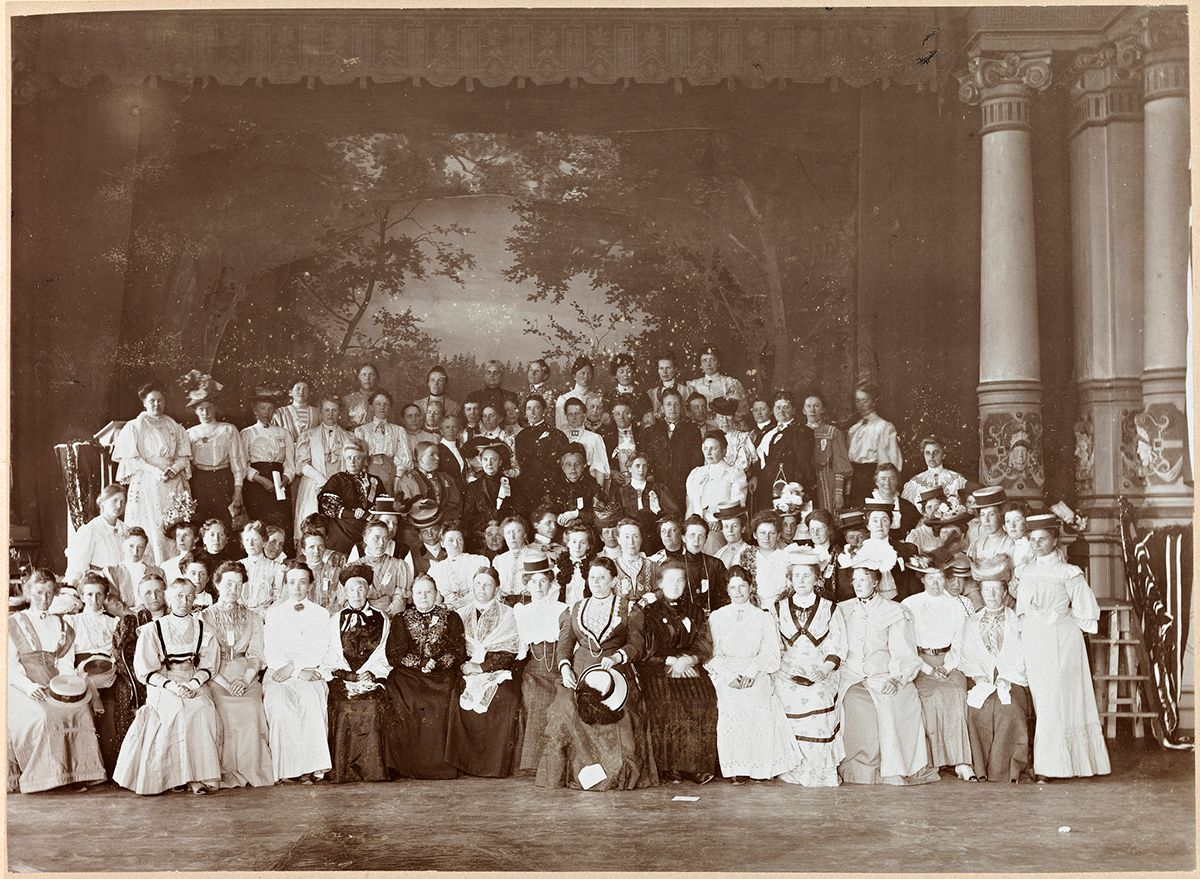
Membres de l'association lors d'une réunion à Lillehammer, date inconnue. (source : Alvide Torp / Bibliothèque nationale (Norvège))

L'association fut fondée le 12 janvier 1898 par treize femmes membres de la Kvinnestemmerettsforeningen (littéralement Association des droits de la femme) lorsque celle-ci changea de ligne de conduite. Elle organisa des votes dans tous les pays, jusqu'au comté de Finnmark dans le Nord et devint la plus importante et la plus active du pays pour le droit de vote des femmes. Lors de la première réunion, 184 femmes étaient présentent représentant 24 associations de tous le pays. En 1899, l'association comptait 500 membres puis 2 500 membres en 1906.
En 1901, les femmes ont obtenu le droit de vote aux municipales grâce à une proposition de l'association, ce qui permet à l'association de recruter de nouvelles membres bien que les femmes autorisées à voter étaient celles disposant d'un revenu imposable de plus de 800 couronnes norvégiennes. La même année, elle propose Ole Anton Qvam, ministre de la Justice et époux de la présidente de l'association, pour le Prix Nobel de la paix. L'association adressa une pétition comptant plus de 270 000 signatures réunies en 20 jours, au Storting en 1905, réclamant la séparation des régimes norvégiens et suédois,. Le droit de vote fut finalement accordé aux femmes en 1913. Après cette date, l'association resta active dans l'aide aux femmes en âge de voter jusqu'en 1938.
L'association participa au lobbying au Storting de 1923 pour offrir l'indépendance des femmes face à leur époux ou leur père.
L'association était membre de l'Alliance internationale des femmes dès la création de cette dernière.

## Membres de l'association
- Fredrikke Marie Qvam, présidente de l'association
- Gina Krog
- Betzy Kjelsberg
- Fredrikke Mørck
- Cecilie Thoresen Krog